# 와이후
《와이후》(わいふ, Wife, 와이프)는 1963년에 창간한 일본의 잡지이다. 내용은 각 시대의 여성들의 실생활을 반영한 것이며, 등장한 주제는 주부 재취업, 일과 가사의 양립, 교육, 왕따, 섹스리스 부부, 간병, 연금, 가정 폭력 불임 치료, 사실혼, 성희롱, 스토킹, 아동 학대, 사회 인 입학 등 다방면에 걸친다.